# Tchad i olympiska sommarspelen 1984
Tchad deltog med tre deltagare vid de olympiska sommarspelen 1984 i Los Angeles. Ingen av landets deltagare erövrade någon medalj.

## Friidrott
Herrarnas 400 meter
- Issaka Hassane
  - Omgång 1 — 49,64 (→ gick inte vidare)

Herrarnas 800 meter
- Ousmane Miangoto
  - Omgång 1 — 1:56,62 (→ gick inte vidare)

Herrarnas längdhopp
- Kemobe Djimassal
  - Kval — 7,37m (→ gick inte vidare, 17:e plats)